# Kilkhampton
Kilkhampton – wieś w Anglii, w Kornwalii. Leży 113 km na północny wschód od miasta Penzance i 312 km na zachód od Londynu. W 2001 miejscowość liczyła 1193 mieszkańców.